# 杜承志
杜承志（?—?），唐朝濮州濮阳人。北魏陳留郡太守杜亮玄孙，北齊膠州刺史、竟陵公杜伽曾孙，隋鴈門郡太守杜保之孙，滕王（李元婴）府諮議、蘇州司馬杜義寬之子。

武则天时，杜承志担任监察御史。怀州刺史李文暕以宗室近属，为仇人所告，杜承志调查，认为是诬告。李文暕后来因为是李唐宗室获罪，杜承志坐贬，授方义县令。官至天官员外郎。见罗织狱兴起，杜承志恐惧，于是称病去官，在家中去世。从杜承志曾祖杜伽至杜承志之子杜暹，其家五世同居。